# Hasslöv-Våxtorps församling
Hasslöv-Våxtorps församling tillhör Göteborgs stift och Halmstads och Laholms kontrakt i Laholms kommun. Församlingen ingår i Höks pastorat.

## Administrativ historik
Församlingen bildades 2006 genom sammanslagning av Hasslövs församling och Våxtorps församling och den sammanslagna församlingen bildade då till 2014 ett eget pastorat. Från 2014 ingår församlingen i Höks pastorat.

## Kyrkor
- Hasslövs kyrka
- Våxtorps kyrka